# Johann Christian Quandt der Ältere
Johann Christian Quandt (der Ältere; * 18. Novemberjul. / 29. November 1704greg.  in Wolferschwenda, Thüringen; † März 1750 in Urvaste, Livland) war ein deutscher Geistlicher und Angehöriger der Herrnhuter Brüdergemeine.

## Leben und Werk
Johann Christian Quandt studierte bis 1732 Theologie an der Universität Jena. Bereits während seiner Studienzeit knüpfte er Kontakte zur Herrnhuter Brüdergemeine.
Ab 1732 war Quandt Pastor im livländischen Urvaste. 1737 veröffentlichte er unter dem Titel Kolm kaunist Waggausse Eenkojut sein erstes estnischsprachiges Buch mit drei Übersetzungen.
1740 schloss sich Quandt aktiv der Herrnhuter Bewegung im Baltikum an, die seit 1737 in Estland und Livland Fuß fasste. Ein Jahr später gründete er in Urvaste eine Brüdergemeine der Herrnhuter. Sie wurde zu einer der führenden herrnhutischen Einrichtungen im Livland des 18. Jahrhunderts.
1741 veröffentlichte Quandt ein herrnhutisches Gesangbuch in südestnischer Sprache, das erste estnischsprachige Werk der Herrnhuter. Unter seiner Anleitung wurden einige estnische Bauern zu herrnhutischen Gelehrten ausgebildet (Mango Hans, Michel Ignatius, Adam Koljo).
Quandts Sohn, Johann Christian Quandt der Jüngere (1733–1822), setzte die herrnhutische Arbeit des Vaters in Deutschland fort.